# Magneetvissen
Magneetvissen is een vrijetijdsbesteding waarbij men met een sterke magneet naar metalen voorwerpen in buitenwateren zoekt. De magneet is meestal aan een touw vastgemaakt, maar soms om voorwerpen in diepere bodemlagen te kunnen bereiken op een prikstok bevestigd.
De hobby is een vorm van schatzoeken waarbij soms ook vervuiling wordt opgeruimd. De speciaal ontworpen magneten zijn sterk genoeg om grote stukken oud ijzer, zoals fietswrakken en winkelwagentjes, uit het water te kunnen tillen. Veel magneetvissers hopen waardevolle voorwerpen te vinden, zoals van diefstal afkomstige kluizen en sieraden. 

## Materialen
De gebruikte magneten zijn geschikt gemaakt voor het aantrekken van voorwerpen die op de bodems van kanalen, grachten, beken, of meren liggen. Een vismagneet is aan de bovenzijde voorzien van een oog, waar een touw doorheen kan worden gehaald. Het oog zit met een schroef aan de binnenkant van de magneet bevestigd. Er kan een onderscheid worden gemaakt tussen de volgende soorten vismagneten:
- Potmagneten hebben een enkelvlakkige aantrekkingskracht en zijn dus alleen aan de onderzijde magnetisch. De trekkracht van dit type magneet ligt ongeveer tussen de 100 en 650 kilogram; eenmaal onder water ligt dit echter een stuk lager.
- Allroundmagneten zijn rondom magnetisch, waarbij het aantrekkingsveld ongeveer zo groot is als een voetbal. Deze magneten zijn vervaardigd van neodymium, een kwetsbaar maar sterk magnetisch materiaal. De trekkracht van dit type magneet varieert boven water van 300 tot 1600 kilogram. Vanwege de grote aantrekkingskracht en het risico van beknelling en/of verbrijzeling kan het werken met dit type magneet gevaar opleveren.

Naast de vismagneet wordt er regelmatig gebruik gemaakt van een dreghaak om niet-magnetische of zeer verroeste voorwerpen aan de oppervlakte te kunnen brengen. 

## Gevaar
Vanwege incidentele vondsten van gevaarlijke en/of explosieve voorwerpen zoals vuurwapens en handgranaten uit de Tweede Wereldoorlog is magneetvissen onderwerp van discussie. Zo moest in 2020 een straat in Boxtel ontruimd worden toen een magneetvisser een opgevist explosief mee naar huis had genomen. De Explosieven Opruimingsdienst (EOD) moet in verband met de magneethobby geregeld worden ingezet; in 2019 moest de EOD in totaal 98 keer uitrukken om explosieve voorwerpen onschadelijk te maken die door magneetvissers werden aangetroffen. Magneetvissers geven aan dat het onveilig is om explosieven en vuurwapens in het water te laten liggen. Het inschakelen van de politie en EOD zorgt er voor dat deze gevaarlijke voorwerpen worden opgehaald en vernietigd. Bij een mogelijk gevaarlijke vondst raadt de politie het voorwerp aan de magneet te laten zitten en weer in het water te laten zakken, waarna deskundigen kunnen worden ingeschakeld.

## Wetgeving in Nederland
Magneetvissen is niet zonder meer toegestaan en is, net als het zoeken met een metaaldetector, aan wetgeving onderworpen. Volgens de Erfgoedwet mogen archeologische voorwerpen in het water niet worden verplaatst en om deze reden zijn er een aantal plekken van historisch belang waar magneetvissen kan worden bestraft met een geldboete. Deze wet stelt bovendien dat voor metaaldetectie altijd toestemming nodig is van de grondeigenaar. Onder andere natuurbeschermingsorganisaties, zoals bijvoorbeeld Vereniging Natuurmonumenten, kunnen deze toestemming dus ontzeggen. Ook gemeenten kunnen magneetvissen gedeeltelijk of volledig in de gemeente verbieden.
Wat betreft gemeentelijk beheer is de Algemene Plaatselijke Verordening (APV) van de betreffende gemeente meestal leidend. In de jaren 10 en 20 werd er in veel gevallen een specifiek verbod op magneetvissen in de APV opgenomen, maar in sommige gemeenten (zoals Arnhem) bestond er daarvoor al een algemeen metaaldetectieverbod waar ook magneetvissen onder valt. Bij sommige gebieden, zoals in Den Bosch en Bergen op Zoom, worden door gemeenten borden geplaatst om aan te geven dat magneetvissen hier verboden is.
Er geldt een (gedeeltelijk) verbod op magneetvissen in onder meer Amersfoort, Arnhem, Haarlem en Groningen. De redenen voor een verbod lopen uiteen, en hebben onder meer betrekking op veiligheid, vervuiling, natuur en het bovenhalen van historische vondsten. In Leiden is magneetvissen bijvoorbeeld verboden omdat dit het leefgebied van de donderpad verstoort.

### Overzicht per gemeente
| Gemeente            | Verbodsgebied                    | Sinds | Ref.          |
| ------------------- | -------------------------------- | ----- | ------------- |
| 's-Hertogenbosch    | de Alverwiel in Empel            | 2020  | [ 6 ]         |
| Alphen aan den Rijn | gemeentewijd                     | 2020  | [ 8 ] [ 9 ]   |
| Amersfoort          | merendeel van de gemeente        | 2019  | [ 10 ]        |
| Arnhem              | gemeentewijd                     | 2009  | [ 11 ] [ 12 ] |
| Bergen op Zoom      | het Meeven bij de Oude Postweg   | 2018  | [ 7 ]         |
| Bloemendaal         | gemeentewijd                     | 2020  | [ 13 ] [ 14 ] |
| Duiven              | gemeentewijd                     | 2022  | [ 15 ]        |
| Ede                 | buiten de bebouwde kom           | 2014  | [ 16 ] [ 17 ] |
| Eemsdelta           | gemeentewijd                     | 2021  | [ 18 ]        |
| Gooise Meren        | gemeentewijd                     | 2016  | [ 19 ]        |
| Groningen           | gemeentewijd                     | 2020  | [ 20 ]        |
| Haarlem             | gemeentewijd                     | 2013  | [ 5 ] [ 21 ]  |
| Haarlemmermeer      | gemeentewijd                     | 2021  | [ 22 ]        |
| Leiden              | gemeentewijd                     | 2019  | [ 23 ]        |
| Moerdijk            | gemeentewijd                     | 2021  | [ 24 ]        |
| Nijmegen            | gemeentewijd                     | 2019  | [ 25 ]        |
| Oisterwijk          | gemeentewijd                     | 2015  | [ 26 ]        |
| Oost Gelre          | Groenlose gracht en twee vijvers | 2024  | [ 27 ]        |
| Sluis               | gemeentewijd                     | 2022  | [ 28 ] [ 29 ] |
| Westervoort         | gemeentewijd                     | 2021  | [ 30 ]        |